# Psilanthele eggersii
Psilanthele eggersii är en akantusväxtart som beskrevs av Gustav Lindau. Psilanthele eggersii ingår i släktet Psilanthele och familjen akantusväxter. Inga underarter finns listade i Catalogue of Life.